# Gerberga von Cappenberg
Gerberga von Cappenberg (gestorben am 12. Juli 1137 in Quedlinburg) war eine Schwester der Grafen Gottfried und Otto aus dem Haus der Cappenberger. Nachdem die Burg Cappenberg bei Lünen (zwischen Dortmund und Münster gelegen) im Jahre 1122 auf Anregung von Norbert von Xanten durch ihren Bruder Gottfried, Graf des Dreingaus, in ein Prämonstratenserstift umgewandelt wurde, wählte auch sie den kirchlichen Stand.

## Leben und Wirken
Sie war ab 1116 Äbtissin des Stifts Überwasser in Münster, hier wird sie 1122 als Äbtissin genannt. In der Vita Godefridi com. Capenbergensis heißt es: “Quid referam de patrui illius filia, quae Gerbergis nuncupata, Monasteriensis coenobii (Mariae Transaquensis) extitit abbatissa”
Seit 1126 soll sie auch Äbtissin des Klosters Quedlinburg gewesen sein. Dort verlebte sie ihre letzten Jahre und wurde vermutlich auch in Quedlinburg bestattet. Bedingt durch ihre Abstammung väterlicherseits von den Liudolfingern und mütterlicherseits von den Staufern war ihr eine Karriere in der Kirche möglich. Wenn sie mit der Quedlinburger Äbtissin identisch ist, dann ist sie am 12. Juli 1137 gestorben.
Ihre Schwester Beatrice wurde in Cappenberg bekehrt und mit Eilica, der Gräfin von Aldenburg (Oldenburg), in der Kirche Maria Magdalena begraben. Gerberga soll vom Grafen Bernherus de Erperode (Bernher von Erprath oder Wern[h]er von Erperode) heimlich entführt und geheiratet worden sein. Gerberga hatte vermutlich ihren Namen nach dem ihrer Großmutter Gerberga von Huneburg erhalten.